# Ochojno
Ochojno – wieś w Polsce, położona w województwie małopolskim, w powiecie krakowskim, w gminie Świątniki Górne.
W latach 1975–1998 miejscowość administracyjnie należała do województwa krakowskiego.

## Integralne części wsi
| SIMC    | Nazwa         | Rodzaj     |
| ------- | ------------- | ---------- |
| 0337633 | Cosówka       | przysiółek |
| 0337567 | Kamieniec     | część wsi  |
| 0337573 | Ochojno Dolne | część wsi  |
| 0337580 | Ochojno Górne | część wsi  |
| 0337596 | Paryż         | część wsi  |
| 0337604 | Podlas        | część wsi  |
| 0337610 | Podzaglonki   | część wsi  |
| 0337627 | Zaprzygonie   | część wsi  |

## Historia
Założenie wsi datuje się na wczesne średniowiecze. Powstała na obszarze Puszczy Karpackiej zwanej Czarnym Lasem.

## Zabytki
Obiekt wpisany do rejestru zabytków nieruchomych województwa małopolskiego.
- Zabytkowy dom nr 34, ogród, pomnik nagrobny rodziny Urbanowiczów.

## Edukacja
W Ochojnie znajduje się Szkoła Podstawowa im. Michaliny Stasiukowej, długoletniej dyrektor szkoły.

## Sport
Od 1984 istnieje klub piłkarski LKS Pasternik, w którym działają obecnie trzy grupy wiekowe: trampkarze, juniorzy, seniorzy.

## Straż pożarna
W latach 20. została założona ochotnicza straż pożarna, natomiast w latach 70. powstał obecny do dzisiaj jej budynek.